# Reprezentacja Gabonu w piłce nożnej mężczyzn
Reprezentacja Gabonu w piłce nożnej mężczyzn – drużyna reprezentująca Gabon w zawodach międzynarodowych. Za jej funkcjonowanie odpowiedzialny jest Fédération Gabonaise de Football.

## Historia
Od 1963 roku jest członkiem FIFA, a od 1967 – CAF-u.
Reprezentacja Gabonu nosi przydomek Pantery. Drużyna nigdy nie awansowała do mistrzostw świata, a w Pucharze Narodów Afryki startowała tylko czterokrotnie. Swój najlepszy wynik – ćwierćfinał – zanotowały dwukrotnie. W 1996 roku drużyna pierwsze miejsce w grupie, wyprzedzając Zair i Liberię, a w drugiej rundzie dopiero po rzutach karnych przegrały z Tunezją. W 2012 r. będąc gospodarzem, Gabon również zajął pierwsze miejsce w grupie przed Tunezją, Marokiem i Nigrem. W drugiej rundzie gospodarze trafili na Mali, z którą przegrali po rzutach karnych.
W 2010 roku wejście do 1/4 finału uniemożliwił niekorzystny bilans z innymi drużynami z grupy.
Niemal cała obecna kadra złożona jest z piłkarzy młodych, występujących na co dzień w lidze gabońskiej. Niewielu zawodników gra poza granicami kraju, jeśli już to najczęściej w Tunezji i RPA. Kilku Gabończyków można też spotkać w drugich i trzecich ligach Francji i Włoch. Największą gwiazdą jest Pierre-Emerick Aubameyang – zawodnik m.in. A.C. Milan czy Borussii Dortmund.
Reprezentacja Gabonu zajmuje obecnie 16. miejsce w Afryce (luty 2022).

## Udział wMistrzostwach Świata
- 1930–1958 – Nie brał udziału (był kolonią francuską)
- 1962 – Nie brał udziału (nie był członkiem FIFA)
- 1966 – Wycofał się z eliminacji
- 1970 – Nie brał udziału
- 1974 – Wycofał się z eliminacji
- 1978–1986 – Nie brał udziału
- 1990–2022 – Nie zakwalifikował się

## Udział wPucharze Narodów Afryki
- 1957–1959 – Nie brał udziału (był kolonią francuską)
- 1962–1968 – Nie brał udziału (nie był członkiem CAF)
- 1970 – Nie brał udziału
- 1972 – Nie zakwalifikował się
- 1974 – Wycofał się z eliminacji
- 1976 – Nie brał udziału
- 1978 – Nie zakwalifikował się
- 1980 – Nie brał udziału
- 1982 – Wycofał się z eliminacji
- 1984–1992 – Nie zakwalifikował się
- 1994 – Faza grupowa
- 1996 – Ćwierćfinał
- 1998 – Nie zakwalifikował się
- 2000 – Faza grupowa
- 2002–2008 – Nie zakwalifikował się
- 2010 – Faza grupowa
- 2012 – Ćwierćfinał
- 2013 – Nie zakwalifikował się
- 2015 – Faza grupowa
- 2017 – Faza grupowa
- 2019 – Nie zakwalifikował się
- 2021 – 1/8 finału
- 2023 – Nie zakwalifikował się

## Rekordziści
Zaktualizowany na 8 czerwca 2022

### Najwięcej występów
| Miejsce | Zawodnik                  | Występy | Gole | Kariera      |
| ------- | ------------------------- | ------- | ---- | ------------ |
| 1.      | Didier Ovono              | 112     | 0    | 2003–2019    |
| 2.      | François Amégasse         | 110     | 9    | 1984–2000    |
| 3.      | Bruno Ecuele Manga        | 97      | 9    | 2007-obecnie |
| 4.      | Etienne Kassa-Ngoma       | 92      | 7    | 1985–1997    |
| 5.      | Cédric Moubamba           | 86      | 2    | 1998–2012    |
| 6.      | Valéry Ondo               | 80      | 12   | 1988–2001    |
| 7.      | Théodore Zué Nguéma       | 77      | 23   | 1995–2005    |
| 8.      | Pierre-Emerick Aubameyang | 77      | 31   | 2009–obecnie |
| 9.      | André Biyogo Poko         | 76      | 3    | 2010-obecnie |
| 10.     | Lloyd Palun               | 73      | 3    | 2011-obecnie |